# U-569
| U-569                           | U-569                                                            | U-569                                                            |
| ------------------------------- | ---------------------------------------------------------------- | ---------------------------------------------------------------- |
|                                 |                                                                  |                                                                  |
|                                 |                                                                  |                                                                  |
| Схема підводних човнів типу VII |                                                                  |                                                                  |
| Під прапором                    | Третій рейх                                                      | Третій рейх                                                      |
| Спуск на воду                   | 20 березня 1941 року                                             | 20 березня 1941 року                                             |
| Виведений зі складу флоту       | 22 травня 1943 року                                              | 22 травня 1943 року                                              |
| Сучасний статус                 | затоплений                                                       | затоплений                                                       |
| Проєкт                          |                                                                  |                                                                  |
| Тип ПЧ                          | Дизельний підводний човен                                        | Дизельний підводний човен                                        |
| Основні характеристики          |                                                                  |                                                                  |
| Швидкість (надводна)            | 17,7 вузлів                                                      | 17,7 вузлів                                                      |
| Швидкість (підводна)            | 7,6 вузлів                                                       | 7,6 вузлів                                                       |
| Робоча глибина занурення        | 100                                                              | 100                                                              |
| Гранична глибина занурення      | 220 м                                                            | 220 м                                                            |
| Екіпаж                          | 44 особи                                                         | 44 особи                                                         |
| Розміри                         |                                                                  |                                                                  |
| Довжина найбільша (по КВЛ)      | 67,1 м                                                           | 67,1 м                                                           |
| Ширина корпусу найб.            | 6,2 м                                                            | 6,2 м                                                            |
| Висота                          | 9,6м                                                             | 9,6м                                                             |
| Середня осадка (по КВЛ)         | 4,7 м                                                            | 4,7 м                                                            |
| Водотоннажність надводна        | 769 т                                                            | 769 т                                                            |
| Озброєння                       |                                                                  |                                                                  |
| Артилерія                       | одна палубна гармата калібру 88-мм та одна 20-мм зенітна гармата | одна палубна гармата калібру 88-мм та одна 20-мм зенітна гармата |
| Торпедно- мінне озброєння       | 4 носових та 1 кормовий ТА. 14 торпед                            | 4 носових та 1 кормовий ТА. 14 торпед                            |

U-569 — німецький підводний човен типу VIIC, часів Другої світової війни.
Замовлення на будівництво човна було віддане 24 жовтня 1939 року. Човен був закладений на верфі «Blohm + Voss» у Гамбурзі 21 травня 1940 року під заводським номером 545, спущений на воду 20 березня 1941 року, 8 травня 1941 під командуванням капітан-лейтенанта Ганса-Петера Хінша увійшов до складу 3-ї флотилії.
За час служби човен зробив 9 бойові походи, в яких потопив одне (984 брт) та пошкодив одне (4 458 брт) судно.
Потоплений у Північній Атлантиці східніше Ньюфаундленда (50°40′ пн. ш. 35°21′ зх. д. / 50.667° пн. ш. 35.350° зх. д.) глибинними бомбами двох «Евенджерів» з ескортного авіаносця ВМС США «Боуг» 22 травня 1943 року. 21 член екіпажу загинув, 25 врятовані.

## Командири
- Капітан-лейтенант Ганс-Петер Гінш (8 травня 1941 — 6 лютого 1943)
- Оберлейтенант-цур-зее резерву Ганс Йоганнсен (3 лютого — 22 травня 1943)

## Потоплені та пошкоджені кораблі[3]
| Назва      | Тип            | Належність      | Дата           | Тоннаж (БРТ) | Вантаж     | Статус     | Місце                                                       |
| Hengist    | вантажне судно | Велика Британія | 8 березня 1942 | 984          | 700 т риби | потоплено  | 59°31′ пн. ш. 10°15′ зх. д. / 59.517° пн. ш. 10.250° зх. д. |
| Pontypridd | вантажне судно | Велика Британія | 11 червня 1942 | 4 458        | Баласт     | пошкоджено | 49°50′ пн. ш. 41°37′ зх. д. / 49.833° пн. ш. 41.617° зх. д. |